# Antonio van de Pere
Antonio van de Pere (ur. ok. 1618; zm. ok. 1688) – hiszpański malarz barokowy.
Był synem flamandzkiego łucznika z Gwardii de Corps, niewiele wiadomo o jego malarskim szkoleniu. Malując obrazy korzystał z rycin Rubensa, a pracując nad freskami (m.in. w kościele pw. Najświętszej Maryi Panny Wniebowziętej w Valdemoro) inspirował się stylem Mitellego i Colonny. Jego najważniejszym zleceniem było namalowanie obrazów do krużganku klasztoru karmelitów w Madrycie. Wśród jego prac zachowanych w Muzeum Prado wyróżniają się Śmierć świętego Szymona Stocka i Adoracja pasterzy z 1678. 
Podobieństwo jego nazwiska do Antonia de Peredy często powodowało błędną identyfikację podpisów i atrybucję dzieł.